# Sourou-Migan Apithy
Sourou-Migan Marcellin Joseph Apithy (Porto-Novo, 8 aprile 1913 – Parigi, 3 dicembre 1989) è stato un politico beninese.
È stato Presidente del Dahomey (attuale Benin) dal gennaio 1964 al novembre 1965.

Discendente da una famiglia di stirpe reale e di etnia Ogu, studiò prima presso le missioni locali cattoliche, e poi proseguì gli studi in Francia, dove si trasferì nel 1933 e conseguì la laurea in scienze politiche.